# Rhabdomastix megacantha
Rhabdomastix megacantha är en tvåvingeart som beskrevs av Alexander 1959. Rhabdomastix megacantha ingår i släktet Rhabdomastix och familjen småharkrankar. Inga underarter finns listade i Catalogue of Life.